# Forsaken Symphony
Albums de Sear Bliss
Grand Destiny
(2001) Glory and Perdition
(2004)
Forsaken Symphony est le quatrième album studio du groupe de black metal symphonique hongrois Sear Bliss. L'album est sorti pendant le mois d'octobre 2002 sous le label Red Stream. Il s'agit du premier album que Sear Bliss a sorti sous ce label.
Par rapport à son prédécesseur, Grand Destiny, cet opus montre un aspect plus brutal et moins mélodique de la musique de Sear Bliss. Cet album se rapproche nettement plus de leur première œuvre, Phantoms.

## Musiciens
- Nagy András – chant, basse
- Csejtei Csaba – guitare
- Neubrandt István – guitare
- Schönberger Zoltán – batterie
- Pál Zoltán – trombone
- Ziskó Olivér – claviers

## Liste des morceaux
1. Last Stand – 7:40
2. My Journey to the Stars – 6:49
3. She Will Return – 5:11
4. The Vanishing – 9:54
5. The Forsaken – 6:27
6. When Death Comes – 6:53
7. Eternal Battlefields – 7:22
8. Enthralling Mystery – 4:34
9. The Hour of Burning – 8:32